# Бедюк
Бедюк (рос. Бедюк) — село Агульського району, Дагестану Росії. Входить до складу муніципального утворення Сільрада Ричинська.
Населення — 305 (2010).

## Географія
Бедюк — одне з найвисокогірніших сіл Дагестану. Розташоване на висоті понад 2500 метрів над рівнем моря.

## Історія
Якщо враховувати тутешні албанські надписи на старовинних будівлях, то можна сказати, що село входило до складу Кавказької Албанії. Інші джерела стверджують, що два тухуми (роди) з села Річа Халілар і Камбарар, переселилися сюди в зв'язку з ідеальними умовами для тваринництва, і заснували село.
В околиці села є місце «девеяр кІи укун» (місце де померли верблюди). Звідки в Бедюці верблюди? Можна зробити вивід, що через село проходив караванний торговий шлях з Азербайджану в північний Дагестан.
У 1926 році село належало до Кюрінського району.

## Населення
За даними перепису населення 2002 року в селі мешкало 303 осіб. В тому числі 160 (52.80 %) чоловіків та 143 (47.19 %) жінок.
Переважна більшість мешканців — агульці (100 % від усіх мешканців). У селі переважає агульська мова.
У 1926 році в селі проживало 292 осіб.